# Alexandre Missourkine
Alexandre Alexandrovitch Missourkine (en russe : Александр Александрович Мисуркин) est un cosmonaute russe né le 23 septembre 1977, vétéran de trois missions spatiales, dont deux de longue durée, en 2013 et 2017/2018.

## Biographie

### Jeunesse et études
Alexandre Aleksandrovitch Misurkin est né le 23 septembre 1977 à Ershichi, dans la région de Smolensk. Son père, Alexandre Mikhaïlovitch, était originaire du district de Choumiatchsky, il travaillait à Ershichi comme chauffeur de machines agricoles. Sa mère, Lioudmila Guéorguievna, travaillait comme comptable. En 1983, ses parents se séparent. Alexandre déménage avec sa mère et sa sœur Marina dans la région d'Orel, son pays natal .
Alexandre Missourkine étudie ensuite à l'école-lycée no 1 d'Orel . En 1994, après avoir obtenu son diplôme, il entre à l'école supérieure d'aviation militaire de Kachine. En septembre 1998, à cause du démantèlement de cette école, il poursuit ses études à l'institut d'aviation militaire d'Armavir, obtenant en octobre 1999 le diplôme de « pilote-ingénieur », avec le grade de lieutenant.

### Pilote militaire
De 1999 à 2006, il a été pilote, puis pilote principal et commandant de l'unité d'aviation du régiment de formation des gardes de l'aviation de l'Institut d'aviation militaire de Krasnodar à Tikhoretsk, dans le district militaire du Caucase du Nord, sur L-39. Il devient alors instructeur de vol de 1ère classe, instructeur de parachutisme, et officier de plongée. Il quitte le service actif en juillet 2012, et devient lieutenant-colonel réserviste dans l'amée de l'air. 

### Cosmonaute, avant sa première mission
Il a été sélectionné comme cosmonaute en 2006 lors de la sélection TsPK 14. Son entraînement de base s'est terminé en juin 2009, il est alors devenu cosmonaute de test.
Du 28 juin au 4 juillet 2008, à Sébastopol, il a participé à des exercices d'entraînement en cas d'atterrissage du véhicule de rentrée en mer avec Nikolaï Tikhonov et l'astronaute Catherine Coleman (USA). 
D'août 2009 à février 2011, il s'est entraîné pour un vol vers l'ISS. En juillet 2010 au Kazakhstan, il a participé à une formation sur la survie dans le désert et les conditions semi-désertiques et en août 2011 à la formation "mer" des cosmonautes en cas de retombée du Soyouz en milieu aquatique.

### Missions spatiales
À partir de janvier 2011, il a suivi une formation en tant que membre de l'équipage doublure du Soyouz TMA-06M pour l'expédition 33. 
- Il a décollé le 28 mars 2013 à bord du Soyouz TMA-08M avec Pavel Vinogradov et Christopher Cassidy et a participé aux expéditions 35 et 36 de la Station spatiale internationale (ISS). Au cours de cette mission, il a cumulé 3 sorties spatiales en compagnie de son collègue Fyodor Yurchikhin, ce qui lui fait totaliser 20h en sortie spatiale. Il est rentré sur Terre le 11 septembre 2013 après 166 jours dans l'espace.

De juin 2015 à octobre 2016, il s'entraîne en tant que membre de l'équipage de réserve des expéditions 49/50 de l'ISS, comme commandant du vaisseau Soyouz MS-02 et ingénieur de vol de l'ISS.
D'octobre 2016 à juillet 2017, il s'entraîne comme membre de l'équipage de réserve des expéditions 52/53 de l'ISS en tant que commandant du Soyouz MS-05 et ingénieur de vol de l'ISS.
À partir de juillet 2017, il s'entraîne au sein de l'équipage principal des expéditions 53/54.
- Il repart donc le 13 septembre 2017 à 00h17, heure de Moscou, en tant que commandant de Soyouz MS-06 avec Joseph Acaba et Mark Vande Hei, pour participer aux expéditions 53 et 54 de l'ISS. Il commande cette dernière. Aleksandr Missourkine réalise une sortie extravéhiculaire lors de cette mission avec Anton Chkaplerov, de 8 h 13 min, battant le record de la plus longue sortie russe[4]. Il rentre avec ses deux collègues américains le 28 février 2018, après 168 jours dans l'espace.

- Missourkine repart dans l'espace, en tant que commandant de la mission Soyouz MS-20 fin 2021[5]. Cette mission est la première à être entièrement destinée à envoyer des touristes vers l'ISS, Yūsaku Maezawa et Yozo Hirano, Missourkine étant le seul cosmonaute professionnel à bord[6]. Il reste 12 jours dans l'espace.

## Autre
En 2016, il reçoit les titres de héros de la fédération de Russie et de pilote-cosmonaute de la fédération de Russie. 

## Galerie

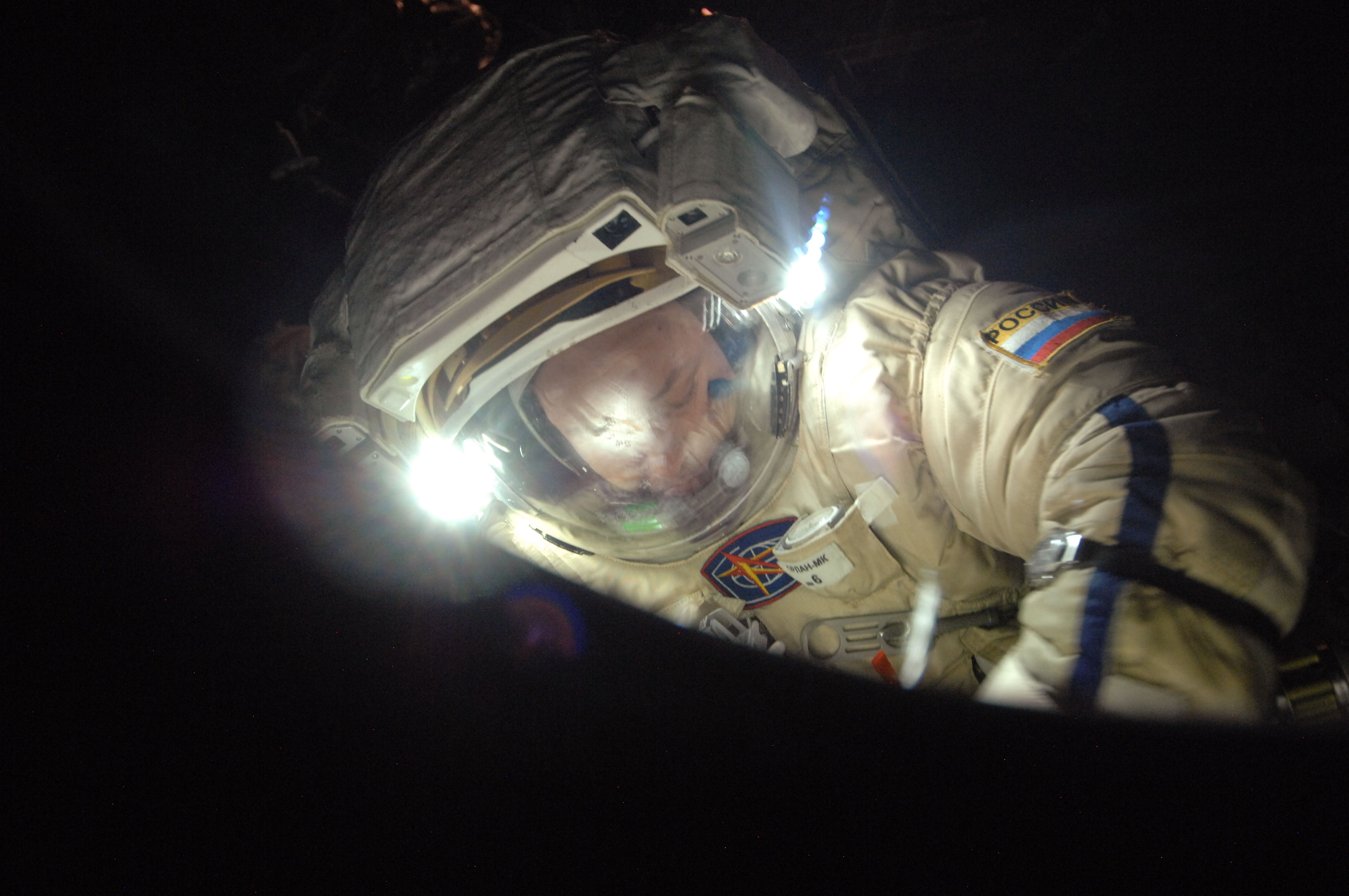
En sortie lors de sa première mission
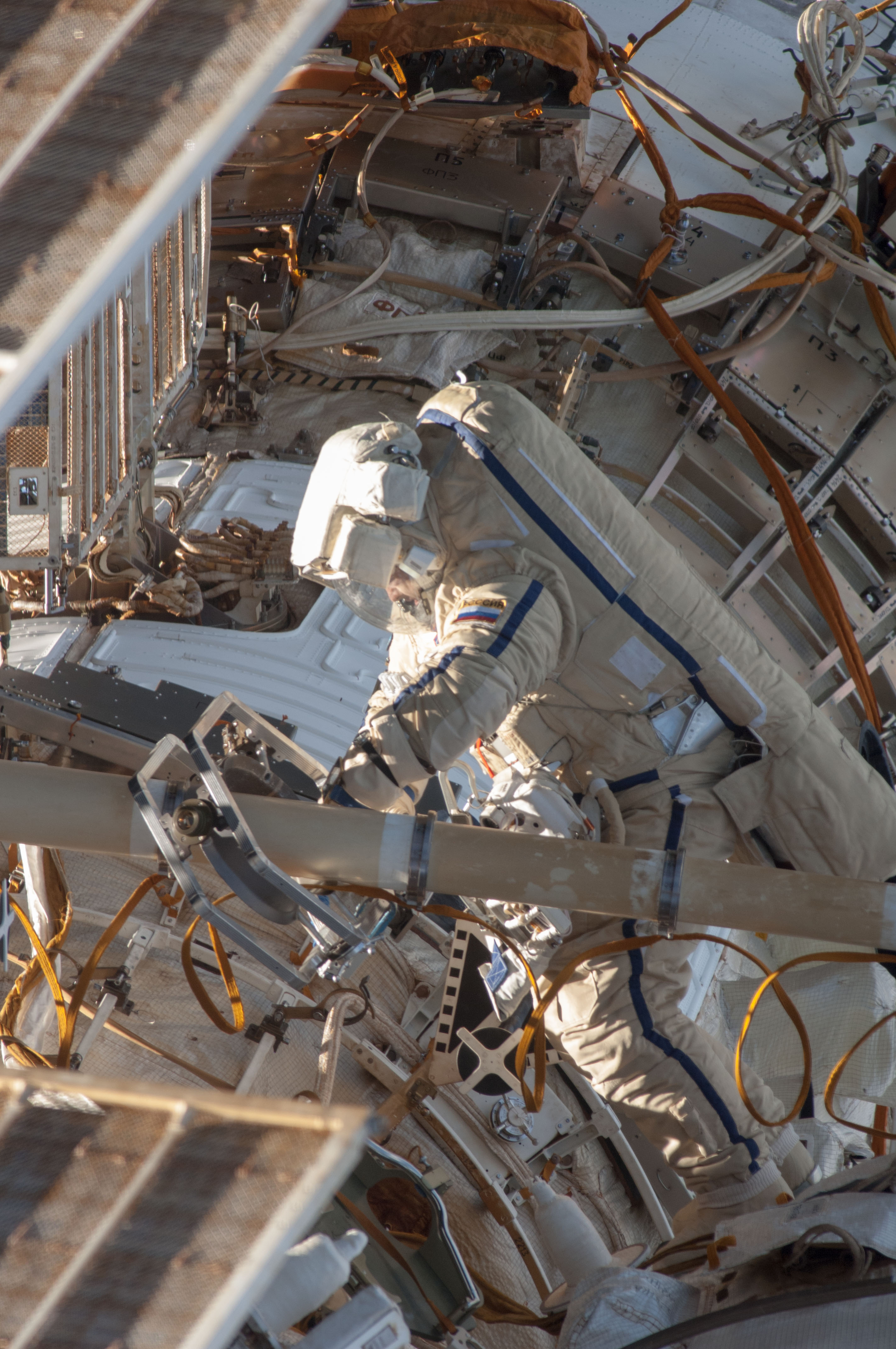
Alexander Misurkin, pendant une sortie extravéhiculaire, expédition 36.
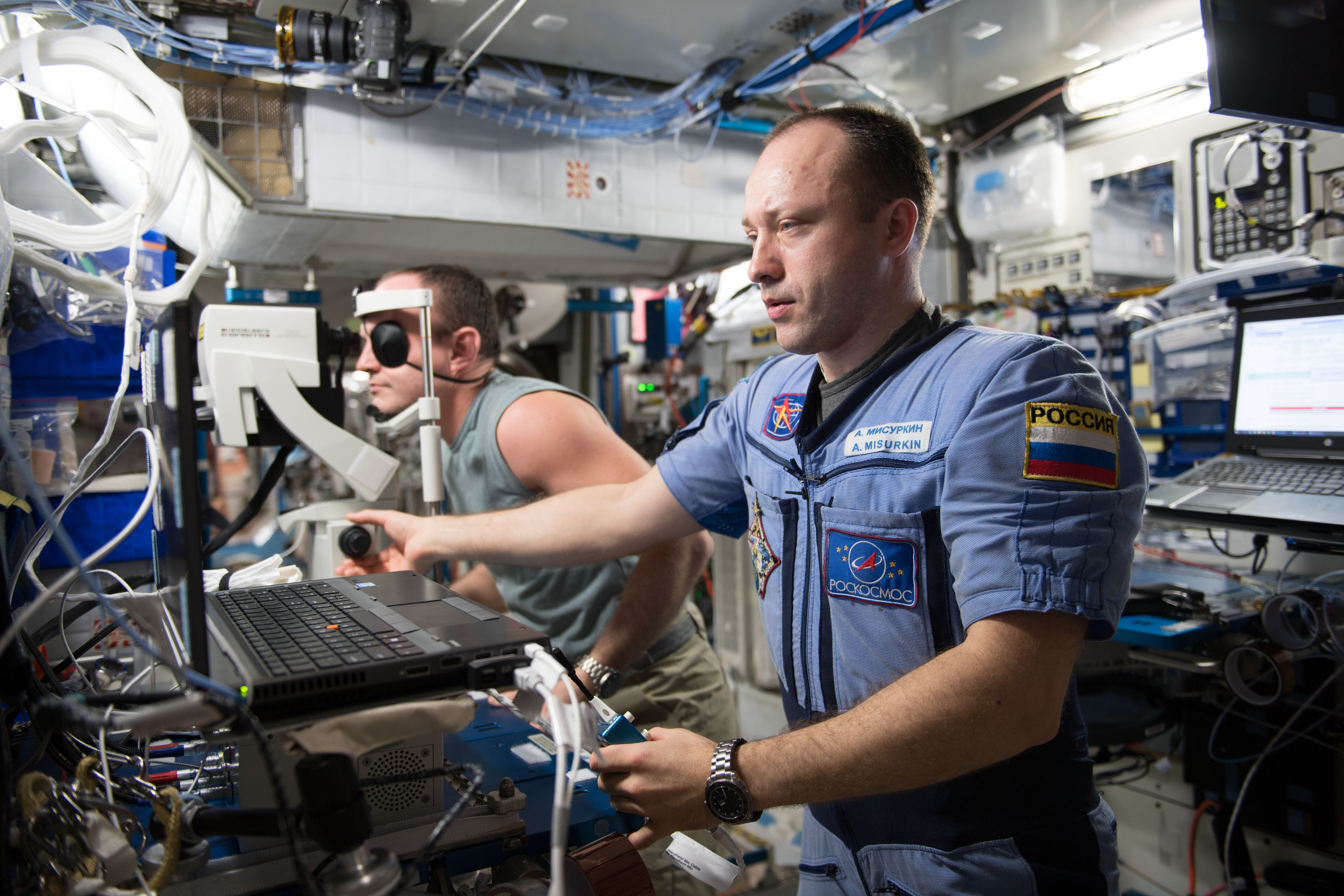
Misurkin est ici avec son compatriote Sergueï Riazanski dans le module Harmony (Station spatiale internationale) de l'ISS